# Puchar Świata w biegach narciarskich 2003/2004
Sezon 2003/2004 Pucharu Świata w biegach narciarskich rozpoczął się 25 października 2003 w niemieckim Düsseldorfie, jednak regularne starty zawodnicy zaczęli 22 listopada w norweskim Beitostølen. Ostatnie zawody z tego cyklu rozegrano 14 marca 2004 we włoskim mieście Pragelato.
Puchar Świata rozegrany został w 9 krajach i 19 miastach. Najwięcej zawodów zorganizowali Włosi, którzy 6 razy gościli najlepszych biegaczy narciarskich świata.
Obrońcą Pucharu Świata wśród mężczyzn był Szwed Mathias Fredriksson, a wśród kobiet Norweżka Bente Skari.
W tym sezonie w pucharze świata triumfowała Gabriella Paruzzi wśród kobiet oraz René Sommerfeldt wśród mężczyzn.

## Kalendarz i wyniki

### Mężczyźni
| Lp  | Data                 | Miejscowość   | Dystans                           | 1. miejsce                                                                             | 2. miejsce                                                                             | 3. miejsce                                                                          |
| --- | -------------------- | ------------- | --------------------------------- | -------------------------------------------------------------------------------------- | -------------------------------------------------------------------------------------- | ----------------------------------------------------------------------------------- |
| 1.  | 25 października 2003 | Düsseldorf    | Sprint s. dowolny                 | Peter Larsson                                                                          | Martin Koukal                                                                          | Thobias Fredriksson                                                                 |
| 2.  | 26 października 2003 | Düsseldorf    | Sprint drużynowy s. dowolny       | Szwecja I Peter Larsson · Thobias Fredriksson                                          | Niemcy I Axel Teichmann · Tobias Angerer                                               | Norwegia II Tor Arne Hetland · Håvard Bjerkeli                                      |
| 3.  | 22 listopada 2003    | Beitostølen   | 15 km s. dowolny                  | Pietro Piller Cottrer                                                                  | Tore Ruud Hofstad                                                                      | Axel Teichmann                                                                      |
| 4.  | 23 listopada 2003    | Beitostølen   | Sztafeta 4 × 10 km                | Niemcy Jens Filbrich · Axel Teichmann · René Sommerfeldt · Tobias Angerer              | Norwegia I Jens Arne Svartedal · Odd-Bjørn Hjelmeset · Lars Berger · Tore Ruud Hofstad | Norwegia II Frode Estil · Tore Bjonviken · Frode Andresen · Ole Einar Bjørndalen    |
| 5.  | 28 listopada 2003    | Ruka          | 15 km s. klasyczny                | Anders Aukland                                                                         | Jens Arne Svartedal                                                                    | Anders Södergren                                                                    |
| 6.  | 30 listopada 2003    | Ruka          | 15+15 km bieg łączony             | Axel Teichmann                                                                         | Anders Södergren                                                                       | René Sommerfeldt                                                                    |
| 7.  | 6 grudnia 2003       | Dobbiaco      | 30 km s. dowolny (start masowy)   | Mathias Fredriksson                                                                    | René Sommerfeldt                                                                       | Kristen Skjeldal                                                                    |
| 8.  | 7 grudnia 2003       | Dobbiaco      | Sprint drużynowy s. dowolny       | Norwegia I Tor Arne Hetland · Håvard Bjerkeli                                          | Szwecja I Peter Larsson · Thobias Fredriksson                                          | Norwegia II Håvard Solbakken · John Kristian Dahl                                   |
| 9.  | 13 grudnia 2003      | Davos         | 15 km s. klasyczny                | Andrus Veerpalu                                                                        | Nikołaj Pankratow                                                                      | Anders Södergren                                                                    |
| 10. | 14 grudnia 2003      | Davos         | Sztafeta 4 × 10 km s. dowolny     | Norwegia I Anders Aukland · Frode Estil · Jens Arne Svartedal · Tor Arne Hetland       | Niemcy Jens Filbrich · Andreas Schlütter · René Sommerfeldt · Tobias Angerer           | Szwecja Martin Larsson · Mats Larsson · Johan Olsson · Anders Högberg               |
| 11. | 16 grudnia 2003      | Val di Fiemme | Sprint s. klasyczny               | Jens Arne Svartedal                                                                    | John Kristian Dahl                                                                     | Andrus Veerpalu                                                                     |
| 12. | 20 grudnia 2003      | Ramsau        | 15+15 km bieg łączony             | Mathias Fredriksson                                                                    | René Sommerfeldt                                                                       | Anders Södergren                                                                    |
| 13. | 21 grudnia 2003      | Ramsau        | 10 km s. dowolny                  | Christian Hoffmann                                                                     | Tobias Angerer                                                                         | Axel Teichmann                                                                      |
| 14. | 6 stycznia 2004      | Falun         | 15+15 km bieg łączony             | Tobias Angerer                                                                         | Pietro Piller Cottrer                                                                  | René Sommerfeldt                                                                    |
| 15. | 10 stycznia 2004     | Otepää        | 30 km s. klasyczny (start masowy) | Frode Estil                                                                            | Anders Aukland                                                                         | Iwan Ałypow                                                                         |
| 16. | 11 stycznia 2004     | Otepää        | Sztafeta 4 × 10 km                | Niemcy Andreas Schlütter · Jens Filbrich · Axel Teichmann · Tobias Angerer             | Włochy Bruno Carrara · Valerio Checchi · Pietro Piller Cottrer · Fulvio Valbusa        | Rosja Nikołaj Pankratow · Michaił Iwanow · Iwan Ałypow · Władimir Wilisow           |
| 17. | 17 stycznia 2004     | Nové Město    | 15 km s. klasyczny                | Andrus Veerpalu                                                                        | Frode Estil                                                                            | Jaak Mae                                                                            |
| 18. | 19 stycznia 2004     | Nové Město    | Sprint s. dowolny                 | Thobias Fredriksson                                                                    | Peter Larsson                                                                          | Håvard Bjerkeli                                                                     |
| 19. | 25 stycznia 2004     | Val di Fiemme | 70 km s. dowolny (start masowy)   | Anders Aukland                                                                         | Giorgio Di Centa                                                                       | Jørgen Aukland                                                                      |
| 20. | 6 lutego 2004        | La Clusaz     | 15 km s. dowolny                  | Fulvio Valbusa                                                                         | Vincent Vittoz                                                                         | Christian Hoffmann                                                                  |
| 21. | 7 lutego 2004        | La Clusaz     | Sztafeta 4 × 10 km                | Francja Alexandre Rousselet · Christophe Perrillat · Vincent Vittoz · Emmanuel Jonnier | Niemcy Jens Filbrich · Axel Teichmann · René Sommerfeldt · Tobias Angerer              | Rosja Nikołaj Pankratow · Michaił Iwanow · Jewgienij Diemientjew · Siergiej Nowikow |
| 21. | 13 lutego 2004       | Oberstdorf    | 15+15 km bieg łączony             | René Sommerfeldt                                                                       | Reto Burgermeister                                                                     | Lukáš Bauer                                                                         |
| 22. | 15 lutego 2004       | Oberstdorf    | Sprint drużynowy s. dowolny       | Niemcy II Jens Filbrich · Axel Teichmann                                               | Rosja I Iwan Ałypow · Wasilij Roczew                                                   | Niemcy I René Sommerfeldt · Tobias Angerer                                          |
| 23. | 18 lutego 2004       | Sztokholm     | Sprint s. klasyczny               | Jens Arne Svartedal                                                                    | John Kristian Dahl                                                                     | Odd-Bjørn Hjelmeset                                                                 |
| 24. | 21 lutego 2004       | Umeå          | 15 km s. klasyczny                | Mathias Fredriksson                                                                    | Jewgienij Diemientjew                                                                  | Jaak Mae                                                                            |
| 25. | 22 lutego 2004       | Umeå          | Sztafeta 4 × 10 km                | Niemcy Franz Göring · Andreas Schlütter · Jens Filbrich · Axel Teichmann               | Norwegia I Odd-Bjørn Hjelmeset · Frode Estil · Kristen Skjeldal · Tore Ruud Hofstad    | Szwecja Mats Larsson · Jörgen Brink · Anders Högberg · Mathias Fredriksson          |
| 26. | 24 lutego 2004       | Trondheim     | Sprint s. dowolny                 | Janusz Krężelok                                                                        | Thobias Fredriksson                                                                    | Anders Högberg                                                                      |
| 27. | 26 lutego 2004       | Drammen       | Sprint s. klasyczny               | Håvard Bjerkeli                                                                        | Tor Arne Hetland                                                                       | Anders Högberg                                                                      |
| 28. | 28 lutego 2004       | Oslo          | 50 km s. dowolny                  | René Sommerfeldt                                                                       | Fulvio Valbusa                                                                         | Lukáš Bauer                                                                         |
| 29. | 5 marca 2004         | Lahti         | Sprint s. dowolny                 | Thobias Fredriksson                                                                    | Mikael Östberg                                                                         | Jörgen Brink                                                                        |
| 30. | 6 marca 2004         | Lahti         | Sprint drużynowy s. klasyczny     | Rosja I Nikołaj Pankratow · Wasilij Roczew                                             | Szwecja I Mats Larsson · Björn Lind                                                    | Norwegia II Odd-Bjørn Hjelmeset · Jens Arne Svartedal                               |
| 31. | 7 marca 2004         | Lahti         | 15 km s. klasyczny                | Frode Estil                                                                            | Jaak Mae                                                                               | Andrus Veerpalu                                                                     |
| 32. | 12 marca 2004        | Pragelato     | Sprint s. dowolny                 | Freddy Schwienbacher                                                                   | Jens Arne Svartedal                                                                    | Børre Næss                                                                          |
| 33. | 14 marca 2004        | Pragelato     | 30 km s. dowolny                  | Christian Hoffmann                                                                     | René Sommerfeldt                                                                       | Thomas Moriggl                                                                      |

### Kobiety
| Lp  | Data                 | Miejscowość   | Dystans                           | 1. miejsce                                                                             | 2. miejsce                                                                       | 3. miejsce                                                                        |
| --- | -------------------- | ------------- | --------------------------------- | -------------------------------------------------------------------------------------- | -------------------------------------------------------------------------------- | --------------------------------------------------------------------------------- |
| 1.  | 25 października 2003 | Düsseldorf    | Sprint s. dowolny                 | Gabriella Paruzzi                                                                      | Alona Sidko                                                                      | Jewgenija Hahina                                                                  |
| 2.  | 26 października 2003 | Düsseldorf    | Sprint drużynowy s. dowolny       | Norwegia I Hilde G. Pedersen · Marit Bjørgen                                           | Niemcy I Uschi Disl · Claudia Künzel                                             | Rosja I Alona Sidko · Jewgenija Hahina                                            |
| 3.  | 22 listopada 2003    | Beitostølen   | 10 km s. dowolny                  | Kristina Šmigun                                                                        | Wałentyna Szewczenko                                                             | Claudia Künzel                                                                    |
| 4.  | 23 listopada 2003    | Beitostølen   | Sztafeta 4 × 5 km                 | Norwegia Vibeke Skofterud · Hilde G. Pedersen · Kristin Størmer Steira · Marit Bjørgen | Niemcy Manuela Henkel · Stefanie Böhler · Claudia Künzel · Evi Sachenbacher      | Rosja Jewgenija Hahina · Alona Sidko · Jekatierina Woroncowa · Olga Zawjałowa     |
| 5.  | 28 listopada 2003    | Ruka          | 10 km s. klasyczny                | Wałentyna Szewczenko                                                                   | Vibeke Skofterud                                                                 | Kristina Šmigun                                                                   |
| 6.  | 29 listopada 2003    | Ruka          | 7,5+7,5 km bieg łączony           | Kristina Šmigun                                                                        | Olga Zawjałowa                                                                   | Evi Sachenbacher                                                                  |
| 7.  | 6 grudnia 2003       | Dobbiaco      | 15 km s. dowolny (start masowy)   | Kristina Šmigun                                                                        | Wałentyna Szewczenko                                                             | Claudia Künzel                                                                    |
| 8.  | 7 grudnia 2003       | Dobbiaco      | Sprint drużynowy s. dowolny       | Norwegia I Hilde G. Pedersen · Marit Bjørgen                                           | Niemcy I Evi Sachenbacher · Claudia Künzel                                       | Włochy II Karin Moroder · Christina Kelder                                        |
| 9.  | 13 grudnia 2003      | Davos         | 10 km s. klasyczny                | Wałentyna Szewczenko                                                                   | Virpi Kuitunen                                                                   | Gabriella Paruzzi                                                                 |
| 10. | 14 grudnia 2003      | Davos         | Sztafeta 4 × 5 km s. dowolny      | Norwegia Vibeke Skofterud · Marit Bjørgen · Kristin Mürer Stemland · Hilde G. Pedersen | Niemcy Stefanie Böhler · Manuela Henkel · Claudia Künzel · Evi Sachenbacher      | Rosja Łarisa Kurkina · Lilia Wasiliewa · Jekatierina Woroncowa · Olga Zawjałowa   |
| 11. | 16 grudnia 2003      | Val di Fiemme | Sprint s. klasyczny               | Marit Bjørgen                                                                          | Anna Dahlberg                                                                    | Manuela Henkel                                                                    |
| 12. | 20 grudnia 2003      | Ramsau        | 10 km s. dowolny                  | Kateřina Neumannová                                                                    | Kristina Šmigun                                                                  | Gabriella Paruzzi                                                                 |
| 13. | 21 grudnia 2003      | Ramsau        | 7,5+7,5 km bieg łączony           | Kristina Šmigun                                                                        | Wałentyna Szewczenko                                                             | Claudia Künzel                                                                    |
| 14. | 6 stycznia 2004      | Falun         | 7,5+7,5 km bieg łączony           | Kateřina Neumannová                                                                    | Gabriella Paruzzi                                                                | Kristina Šmigun                                                                   |
| 15. | 10 stycznia 2004     | Otepää        | 15 km s. klasyczny (start masowy) | Claudia Künzel                                                                         | Kristina Šmigun                                                                  | Hilde G. Pedersen                                                                 |
| 16. | 11 stycznia 2004     | Otepää        | Sztafeta 4 × 5 km                 | Norwegia Vibeke Skofterud · Hilde G. Pedersen · Kristin Størmer Steira · Marit Bjørgen | Niemcy Manuela Henkel · Viola Bauer · Evi Sachenbacher · Claudia Künzel          | Finlandia Kirsi Välimaa · Aino-Kaisa Saarinen · Riikka Sarasoja · Virpi Kuitunen  |
| 17. | 17 stycznia 2004     | Nové Město    | 10 km s. klasyczny                | Gabriella Paruzzi                                                                      | Claudia Künzel                                                                   | Kateřina Neumannová                                                               |
| 18. | 18 stycznia 2004     | Nové Město    | Sprint s. dowolny                 | Marit Bjørgen                                                                          | Virpi Kuitunen                                                                   | Pirjo Manninen                                                                    |
| 19. | 25 stycznia 2004     | Val di Fiemme | 70 km s. dowolny (start masowy)   | Gabriella Paruzzi                                                                      | Wałentyna Szewczenko                                                             | Manuela Henkel                                                                    |
| 20. | 6 lutego 2004        | La Clusaz     | 10 km s. dowolny                  | Kateřina Neumannová                                                                    | Julija Czepałowa                                                                 | Sabina Valbusa                                                                    |
| 21. | 7 lutego 2004        | La Clusaz     | Sztafeta 4 × 5 km                 | Rosja Łarisa Kurkina · Lilia Wasiliewa · Jekatierina Woroncowa · Olga Zawjałowa        | Niemcy Manuela Henkel · Viola Bauer · Anke Reschwamm-Schulze · Claudia Künzel    | Włochy Marianna Longa · Gabriella Paruzzi · Antonella Confortola · Sabina Valbusa |
| 21. | 14 lutego 2004       | Oberstdorf    | 7,5+7,5 km bieg łączony           | Julija Czepałowa                                                                       | Hilde G. Pedersen                                                                | Olga Zawjałowa                                                                    |
| 22. | 15 lutego 2004       | Oberstdorf    | Sprint drużynowy s. dowolny       | Norwegia I Hilde G. Pedersen · Marit Bjørgen                                           | Niemcy I Evi Sachenbacher · Claudia Künzel                                       | Niemcy II Manuela Henkel · Isabel Klaus                                           |
| 23. | 18 lutego 2004       | Sztokholm     | Sprint s. klasyczny               | Marit Bjørgen                                                                          | Anna Dahlberg                                                                    | Ella Gjømle                                                                       |
| 24. | 21 lutego 2004       | Umeå          | 10 km s. klasyczny                | Kateřina Neumannová                                                                    | Hilde G. Pedersen                                                                | Marit Bjørgen                                                                     |
| 25. | 22 lutego 2004       | Umeå          | Sztafeta 4 × 5 km                 | Norwegia Vibeke Skofterud · Marit Bjørgen · Kristin Størmer Steira · Hilde G. Pedersen | Rosja Łarisa Kurkina · Olga Zawjałowa · Jekatierina Woroncowa · Julija Czepałowa | Finlandia Aino-Kaisa Saarinen · Satu Salonen · Riikka Sarasoja · Kati Venäläinen  |
| 26. | 24 lutego 2004       | Trondheim     | Sprint s. dowolny                 | Marit Bjørgen                                                                          | Evi Sachenbacher                                                                 | Claudia Künzel                                                                    |
| 27. | 26 lutego 2004       | Drammen       | Sprint s. klasyczny               | Marit Bjørgen                                                                          | Virpi Kuitunen                                                                   | Elina Hietamäki                                                                   |
| 28. | 28 lutego 2004       | Oslo          | 30 km s. dowolny                  | Julija Czepałowa                                                                       | Sabina Valbusa                                                                   | Wałentyna Szewczenko                                                              |
| 29. | 5 marca 2004         | Lahti         | Sprint s. dowolny                 | Marit Bjørgen                                                                          | Gabriella Paruzzi                                                                | Anna Dahlberg                                                                     |
| 30. | 6 marca 2004         | Lahti         | Sprint drużynowy s. klasyczny     | Norwegia I Ella Gjømle · Hilde G. Pedersen                                             | Finlandia I Elina Hietamäki · Pirjo Manninen                                     | Rosja Łarisa Kurkina · Olga Zawjałowa                                             |
| 31. | 7 marca 2004         | Lahti         | 10 km s. klasyczny                | Virpi Kuitunen                                                                         | Gabriella Paruzzi                                                                | Olga Zawjałowa                                                                    |
| 32. | 12 marca 2004        | Pragelato     | Sprint s. dowolny                 | Marit Bjørgen                                                                          | Beckie Scott                                                                     | Elina Hietamäki                                                                   |
| 33. | 14 marca 2004        | Pragelato     | 15 km s. dowolny                  | Sabina Valbusa                                                                         | Julija Czepałowa                                                                 | Kateřina Neumannová                                                               |

## Klasyfikacje

### Mężczyźni
| Lp.   | Zawodnik            | Punkty |
| 1.    | René Sommerfeldt    | 956    |
| 2.    | Mathias Fredriksson | 606    |
| 3.    | Jens Arne Svartedal | 592    |
| 4.    | Tobias Angerer      | 582    |
| 5.    | Axel Teichmann      | 575    |
| 6.    | Frode Estil         | 558    |
| 7.    | Andrus Veerpalu     | 539    |
| 8.    | Fulvio Valbusa      | 462    |
| 9.    | Thobias Fredriksson | 436    |
| 10.   | Anders Södergren    | 434    |
| . . . |                     |        |
| 27.   | Janusz Krężelok     | 226    |
| 87.   | Maciej Kreczmer     | 31     |

| Lp.   | Zawodnik              | Punkty |
| 1.    | René Sommerfeldt      | 902    |
| 2.    | Mathias Fredriksson   | 569    |
| 3.    | Frode Estil           | 558    |
| 4.    | Axel Teichmann        | 495    |
| 5.    | Tobias Angerer        | 488    |
| 6.    | Andrus Veerpalu       | 465    |
| 7.    | Fulvio Valbusa        | 439    |
| 8.    | Anders Södergren      | 434    |
| 9.    | Lukáš Bauer           | 420    |
| 10.   | Pietro Piller Cottrer | 411    |
| . . . |                       |        |
| 113.  | Janusz Krężelok       | 0      |
| 113.  | Maciej Kreczmer       | 0      |

| Lp.   | Zawodnik            | Punkty |
| 1.    | Thobias Fredriksson | 410    |
| 2.    | Jens Arne Svartedal | 381    |
| 3.    | Håvard Bjerkeli     | 337    |
| 4.    | Tor Arne Hetland    | 296    |
| 5.    | Peter Larsson       | 270    |
| 6.    | John Kristian Dahl  | 237    |
| 7.    | Janusz Krężelok     | 226    |
| 8.    | Jörgen Brink        | 212    |
| 9.    | Björn Lind          | 211    |
| 10.   | Anders Högberg      | 191    |
| . . . |                     |        |
| 41.   | Maciej Kreczmer     | 31     |

### Kobiety
| Lp.   | Zawodniczka          | Punkty |
| 1.    | Gabriella Paruzzi    | 1228   |
| 2.    | Marit Bjørgen        | 1139   |
| 3.    | Wałentyna Szewczenko | 983    |
| 4.    | Hilde G. Pedersen    | 856    |
| 5.    | Kristina Šmigun      | 853    |
| 6.    | Virpi Kuitunen       | 848    |
| 7.    | Claudia Künzel       | 762    |
| 8.    | Olga Zawjałowa       | 664    |
| 9.    | Kateřina Neumannová  | 629    |
| 10.   | Sabina Valbusa       | 554    |
| . . . |                      |        |
| 46.   | Justyna Kowalczyk    | 88     |
| 77.   | D.Dziadkowiec-Michoń | 14     |

| Lp.   | Zawodniczka          | Punkty |
| 1.    | Wałentyna Szewczenko | 983    |
| 2.    | Gabriella Paruzzi    | 870    |
| 3.    | Kristina Šmigun      | 839    |
| 4.    | Hilde G. Pedersenn   | 656    |
| 5.    | Olga Zawjałowa       | 625    |
| 6.    | Claudia Künzel       | 587    |
| 7.    | Virpi Kuitunen       | 543    |
| 8.    | Kateřina Neumannová  | 542    |
| 9.    | Sabina Valbusa       | 527    |
| 10.   | Julija Czepałowa     | 460    |
| . . . |                      |        |
| 42.   | Justyna Kowalczyk    | 51     |
| 60.   | D.Dziadkowiec-Michoń | 14     |

| Lp.   | Zawodniczka         | Punkty |
| 1.    | Marit Bjørgen       | 745    |
| 2.    | Gabriella Paruzzi   | 358    |
| 3.    | Anna Dahlberg       | 330    |
| 4.    | Virpi Kuitunen      | 305    |
| 5.    | Elina Hietamäki     | 265    |
| 6.    | Beckie Scott        | 229    |
| 7.    | Aino-Kaisa Saarinen | 205    |
| 8.    | Hilde G. Pedersen   | 200    |
| 9.    | Manuela Henkel      | 189    |
| 10.   | Claudia Künzel      | 175    |
| . . . |                     |        |
| 38.   | Justyna Kowalczyk   | 37     |

## Wyniki Polaków

### Kobiety
| Zawodnik                  | Düsseldorf 25.10 | Beitostølen 22.11 | Ruka 28.11 | Ruka 29.11 | Dobbiaco 6.12 | Davos 13.12 | Val di Fiemme 16.12 | Ramsau 20.12 | Ramsau 21.12 | Falun 6.01 | Otepää 10.01 | Nové Město 17.01 | Nové Město 18.01 | Val di Fiemme 25.01 | La Clusaz 6.02 | Oberstdorf 14.02 | Sztokholm 18.02 | Umeå 21.02 | Trondheim 24.02 | Drammen 26.02 | Oslo 28.02 | Lahti 5.03 | Lahti 7.03 | Pragelato 20.03 | Pragelato 22.03 |
| ------------------------- | ---------------- | ----------------- | ---------- | ---------- | ------------- | ----------- | ------------------- | ------------ | ------------ | ---------- | ------------ | ---------------- | ---------------- | ------------------- | -------------- | ---------------- | --------------- | ---------- | --------------- | ------------- | ---------- | ---------- | ---------- | --------------- | --------------- |
| Justyna Kowalczyk         | -                | -                 | 17         | 18         | -             | 24          | 15                  | 53           | 28           | -          | -            | 15               | 16               | -                   | -              | -                | 43              | 12         | 30              | 29            | -          | 31         | 28         | -               | -               |
| Sylwia Jaśkowiec          | -                | -                 | -          | -          | -             | -           | -                   | -            | -            | -          | -            | -                | 55               | -                   | -              | -                | -               | -          | -               | -             | -          | -          | -          | -               | -               |
| Dorota Dziadkowiec-Michoń | -                | -                 | -          | -          | -             | -           | -                   | -            | -            | -          | -            | -                | -                | 17                  | -              | -                | -               | -          | -               | -             | -          | -          | -          | -               | -               |

### Mężczyźni
| Zawodniczka     | Düsseldorf 25.10 (SP F) | Beitostølen 22.11 (15 km F) | Ruka 28.11 (15 km C) | Ruka 30.11 (30 km F) | Dobbiaco 6.12 (30 km F) | Davos 13.12 (15 km C) | Val di Fiemme 16.12 (SP C) | Ramsau 20.12 (30 km C) | Ramsau 21.12 (10 km F) | Falun 7.12 (30 km F) | Otepää 10.01 (30 km F) | Nové Město 17.01 (15 km C) | Nové Město 19.01 (SP F) | Val di Fiemme 25.01 (70 km F) | La Clusaz 6.02 (15 km C) | Oberstdorf 13.02 (30 km C) | Sztokholm 18.02 (SP C) | Umeå 21.02 (SP C) | Trondheim 24.02 (SP F) | Drammen 26.02 (SP C) | Drammen 28.02 (50 km F) | Lahti 5.03 (SP F) | Lahti 6.03 (15 km C) | Borlänge 20.03 (SP F) | Falun 22.03 (30 km F) |
| --------------- | ----------------------- | --------------------------- | -------------------- | -------------------- | ----------------------- | --------------------- | -------------------------- | ---------------------- | ---------------------- | -------------------- | ---------------------- | -------------------------- | ----------------------- | ----------------------------- | ------------------------ | -------------------------- | ---------------------- | ----------------- | ---------------------- | -------------------- | ----------------------- | ----------------- | -------------------- | --------------------- | --------------------- |
| Janusz Krężelok | -                       | -                           | 83                   | 45                   | -                       | 39                    | 12                         | -                      | 68                     | -                    | -                      | -                          | 5                       | -                             | -                        | -                          | 10                     | 59                | 1                      | 12                   | -                       | 20                | -                    | 31                    | -                     |
| Maciej Kreczmer | -                       | -                           | 91                   | dnf                  | -                       | 68                    | 55                         | -                      | 80                     | -                    | -                      | -                          | 26                      | -                             | -                        | -                          | 55                     | 60                | 10                     | 46                   | -                       | 49                | -                    | 58                    | -                     |